# Сельское поселение Степная Шентала
Сельское поселение Степная Шентала — муниципальное образование в Кошкинском районе Самарской области.
Административный центр — село Степная Шентала.

## Административное устройство
В состав сельского поселения входят:
- село Старое Фейзуллово,
- село Степная Шентала,
- деревня Городок.

## Население
| 2010 | 2012 | 2013 | 2014 | 2015 | 2016 | 2017 |
| ---- | ---- | ---- | ---- | ---- | ---- | ---- |
| 787  | ↘746 | ↘733 | ↘715 | ↘687 | ↘648 | ↘626 |
| 2018 | 2019 | 2020 | 2021 |      |      |      |
| ↘612 | ↘589 | ↘576 | ↗594 |      |      |      |